# Estadio Municipal Doctor Mario Sobrero
El Estadio Mario Sobrero es un estadio de Uruguay ubicado en la ciudad de Rocha, en el departamento homónimo. Pertenece a la municipalidad de Rocha, pero es cedido al Rocha Fútbol Club para que juegue los partidos de local por la Segunda División Profesional de Uruguay. En él también se juegan los partidos de la liga local e interdepartamental. 
Luego de la reinauguración del estadio el 1 de febrero del 2020, y de la colocación de 3.800 butacas, el aforo del estadio pasó a ser de 5 552 espectadores sentados.